# Ватерполо савез Србије
Ватерполо савез Србије (ВСС) је невладина, нестраначка, неполитичка и непрофитна спортска организација, која има својство правног лица. Основан као удружење искључиво ради остваривања и обављања спортских активности, заједничких циљева и интереса у области ватерполо спорта на територији Републике Србије.
Ватерполо савез Србије је надлежни национални грански спортски савез удружених спортских органицација, клубова у ватерполо спорту, у Србији који се удружују ради унапређивања питања од заједничког интереса и репрезентовања.

## Органи ВСС
ВСС управљају његови чланови преко својих представника у органима ВСС. Сви пуноправни чланови имају право да одлучују, буду бирани у органе ВСС и учествују у њиховом раду и доношењу одлука.
Органи у ВСС су:

#### Скупштина
Скупштина је највиши орган Савеза. Сачињава је по један представник редовних чланова ВСС и представник придружених чланова изабран на Збору придружених чланова.
Председник Скупштине: Саша Влаисављевић

#### Управни одбор
Управни одбор је извршни орган ВСС и може имати од 8 до 15 чланова. Преседник ВСС је по функцији и председник УО. По предлогу председника, Скупштина бира и разрешава 7 чланова Одбора, док 7 чланова сам Председник може именовати Одлуком, без оразложења. Мандат чланова Управног одбора траје четири године, а може престати пре истека тог периода у случајевима који се утврђују Пословником о раду овог Одбора.
Тренутни састав:
Председник УО и ВСС : Виктор Јеленић
Чланови УП ВСС:
- Душан Орлић
- Раде Бербаков
- Жељко Дрчелић
- Данило Медић
- Душан Милосављевић
- Иван Бањац
- Зоран Јанковић
- Мирослав Мусолин

#### Председник
Председник ВСС је лице које представља и заступа Савез у земљи и иностранству. Именује је и разрешава га дужности Скупштина на основу предлога најмање трећине редовних чланова, с тим да један члан Савеза може да предложи само једног кандидата. Мандат председника траје четири године и може бити реизабран на ту исту функцију. За свој рад, председник Савеза одговара Скупђтини и дужан је да подноси свој програм рада овом органу управе.
Председник ВСС: Виктор Јеленић

#### Надзорни одбор
Надзорни одбор је орган који врши контролу законитости рада и финансијског пословања ВСС и редовног годишњег финанскијског извештаја, као и годишњег завршног рачуна. Има три члана и бира председника из свог састава, с тим да чланови Скупштине и управе не могу бити чланови овог одбора. Као и председник, и Надзорни одбор извештај о раду подноси Скупштини.
Тренутни састав:
- Драган Поповић
- Миле Самарџић
- Филип Димитров

#### Дисциплинска комисија
Дисциплинска комисија је независна комисија ВСС која одлчује о прекшајима утврђеним Дисциплинским правилником и другим општим актима. Одлуке се доносе искључиво у саставу од три члана од којих је један увек председник, а рад и одлучивање се врши искључиво на основу Правилника и других општих актата ВСС.

#### Комисија за жалбе
Комисија за жалбе је стална комисија ВСС која одлучује по жалбама на све одлуке органа Савеза, изузев Скупштине и одлука за које је надлежна искључиво Скупштина ВСС. Комисија се састоји од председника, потпредседника и три члана које бира Управни одбор на мандат од четири године. Председик и потпредседник ове комисије по звању морају бити дипломирани правници, док се за чланове може изабрати лице које је истакнути стручњак у спорту.

### Стручни рад
Стручни рад у ВСС обављају спортски стручњаци који испуњавању законске услове и прописе саме организације. Управни одбор образује четири комисије и одбора и то:
- Стручни савет ВСС
- Такмичарксу комисију ВСС
- Регистрационе комисије ВСС
- Одбор за студијска питања ВСС

Управни одбор може да организује, по потреби и друге комисије и тела чији се састав, број чланова као и делокруг и начин рада регулишу одговарајућим Правилником.

## Чланство у другим удружењима и савезима
Заједно са Пливачким савезом, Савезом за скокове у воду и Савезом за синхроно пливање, Ватерполо савез Србије је члан ФИНА, ЛЕН-а, те члан Медитеранске федерације (КОМЕН) и Балканске федерације.
ВСС као национална организација ватерполо спорта је део Спортског савеза и Олимпијског комитета Србије.
Такође, ВСС сарађује и са Министарством омладине и спорта и другим државним органима надлежним за спорт попут Антидопинг агенције, Завода за спорт и другим организацијама и асоцијацијама у области спорта у Републици Србији.
У октобру 2021. године Ватерполо савез Србије обележио је 100 година постојања током којих су освојене 94 медаље. У част тог јубилеја, представљена је монографија "Првих 100" чији су аутори Дејан Стевовић и Ђорђе Перишић, снимљен је серијал од 16 епизода под називом "Златне приче".